# Przedszkole (Januszkowa Góra)

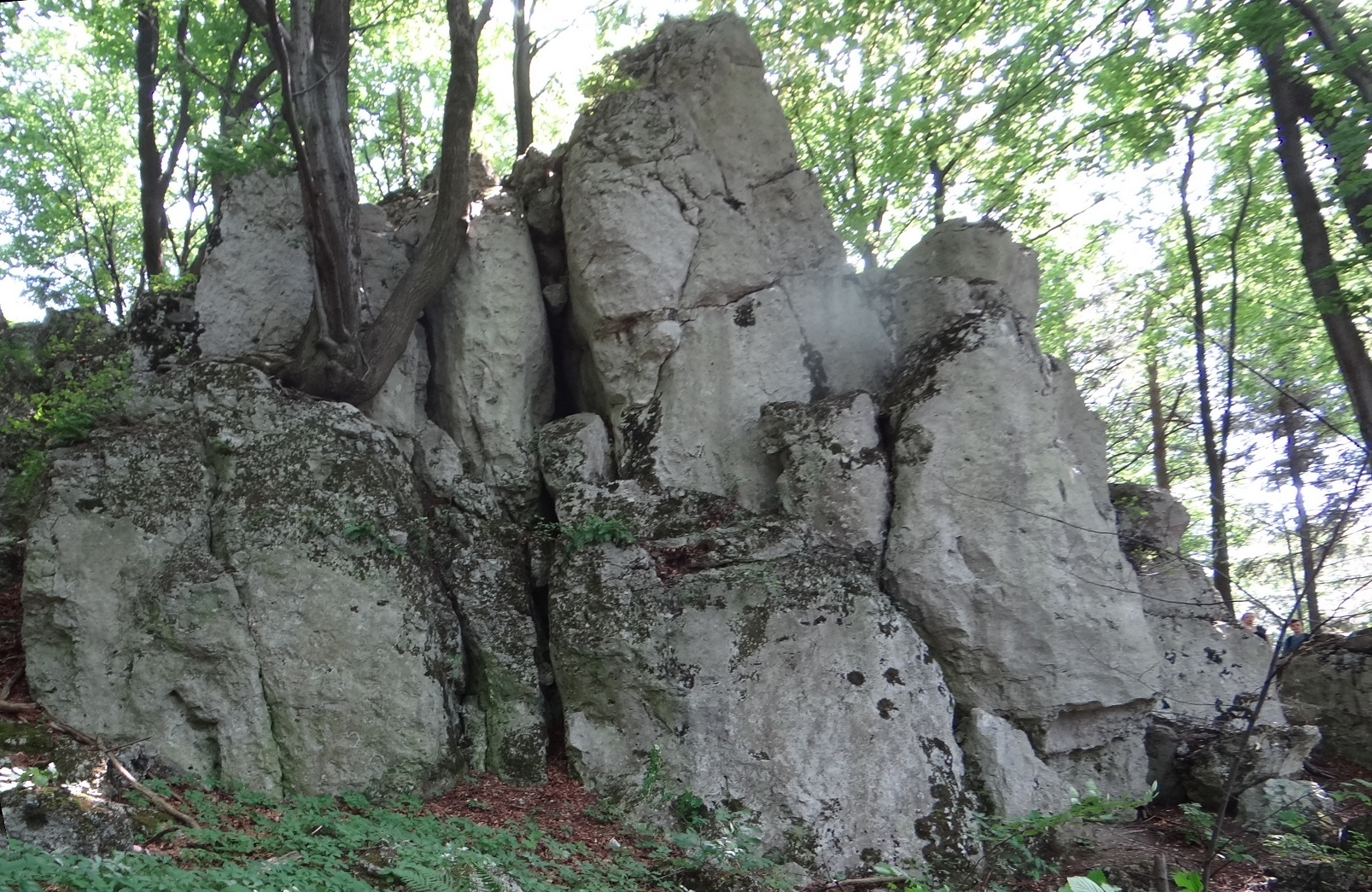

Przedszkole – grupa skał na Januszkowej Górze we wsi Podlesie, w województwie małopolskim, w powiecie olkuskim, w gminie Olkusz. Znajduje się na północno-zachodnim krańcu Płaskowyżu Ojcowskiego na Wyżynie Olkuskiej, na rozległym szczycie Januszkowej Góry w odległości 100 m od Turnia Drwali. Przedszkole to grupa zbudowanych z twardych wapieni skalistych skał o wysokości do 12 m oddzielonych pęknięciami i kominami.
Na ścianach Przedszkola jest 7 dróg wspinaczkowych o trudności od III do VI.1+ w skali Kurtyki. Sześć z nich to drogi łatwe, stąd nazwa skały. Brak jednak stałych punktów asekuracyjnych, więc możliwa jest tylko wspinaczka tradycyjna. Skała znajduje się wśród drzew zapewniających cień, jedno z drzew rośnie bezpośrednio w szczelinie skalnej. Wśród wspinaczy skalnych skała ma niewielką popularność.
1. Przedszkolna ścianka; IV+
2. Komin pod konarem; III
3. Koszmarny komin ; V
4. Przedszkolny trawers; III
5. Spokojnie jak na wojnie; VI.1+
6. Przedszkolna załupa; IV
7. Przedszkolne zacięcie; III[3].